# Silverton (New South Wales)

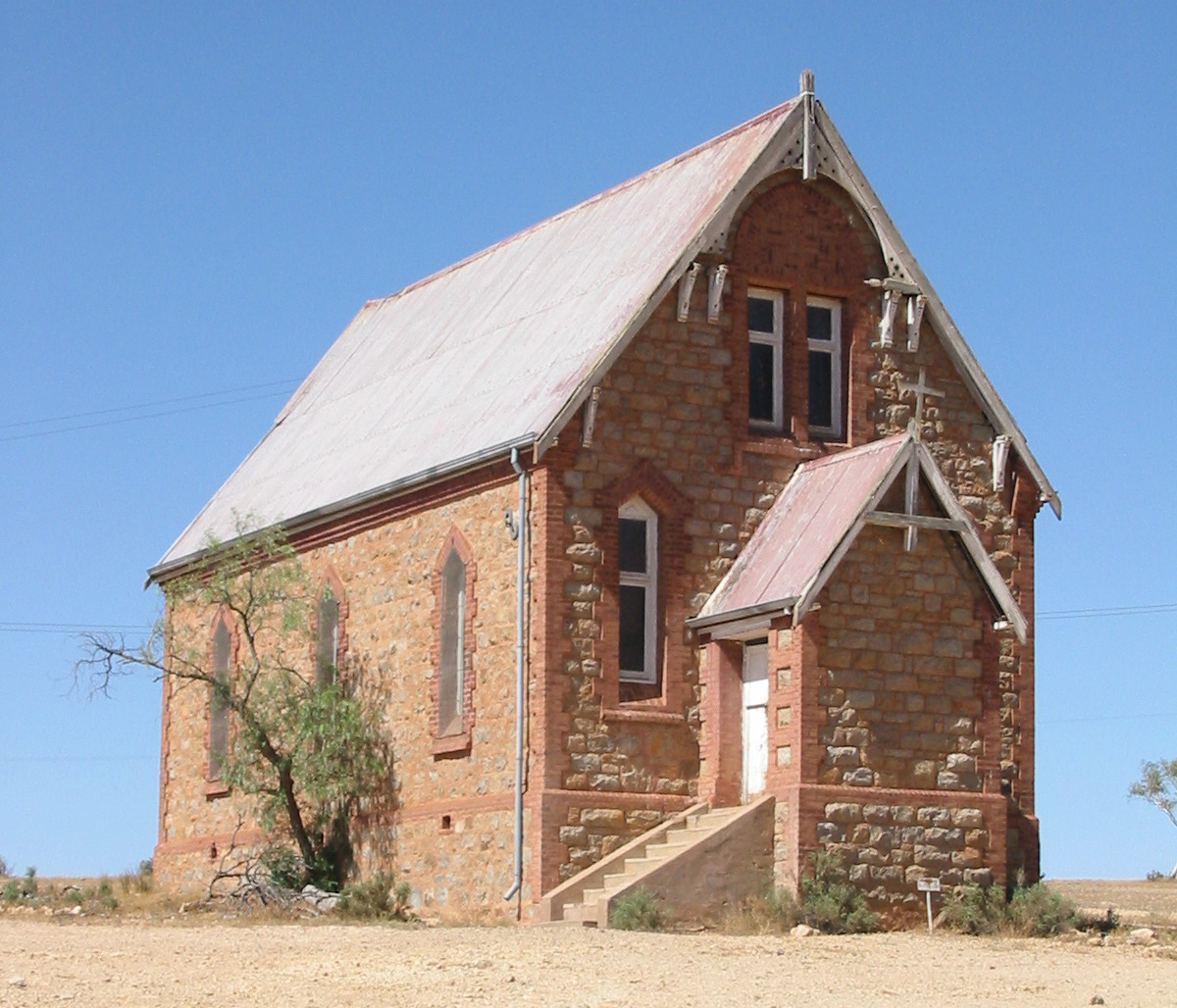
Kirche in Silverton

Silverton ist eine 1890 gegründete, kleine Stadt in New South Wales, Australien. Sie liegt ca. 25 Kilometer nordwestlich von Broken Hill im Umberumberka Parish im Yancowinna County 20 Kilometer Luftlinie östlich Grenze zu South Australia.
Wie der Name der Stadt erkennen lässt, wurde hier einst nach Silber gegraben; die Stadt florierte und wuchs. Als jedoch im nahen Broken Hill ein viel größeres Silbervorkommen entdeckt wurde, begann der Abstieg Silvertons. Von zuvor etwa 3000 Einwohnern waren 1901 nur noch 300 übrig. Immer mehr Leute zogen von Silverton nach Broken Hill. Heute liegt die Einwohnerzahl von Silverton offiziell bei 50 Personen (Stand 2016), dennoch hat Silverton den offiziellen Status einer Stadt behalten. Im Großen und Ganzen besteht Silverton heute aus zwei Galerien und einem Pub, dem Silverton Hotel.
Silverton liegt im Unincorporated Far West, der dünn besiedelten Region im Nordwesten des Bundesstaates New South Wales, die keine eigene lokale Verwaltung hat.